# سرداب

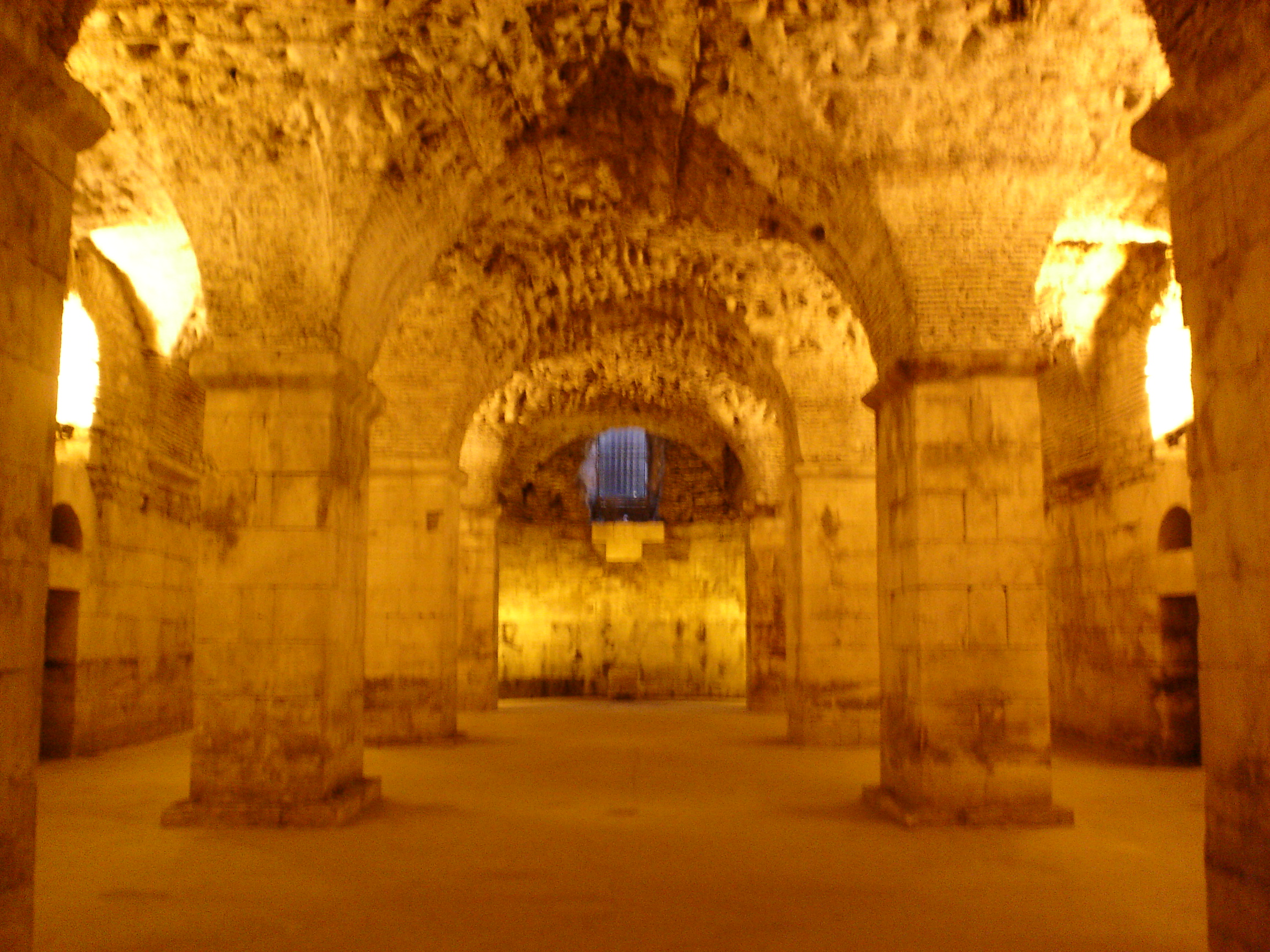
سرداب في قلعة.

السرداب أو السَّرَب أو سافلة المبنى أو البدرون أو القبو هو طابق تحت الأرض من بناء. وهناك الكثير من البيوت العربية التقليدية مزودة بسرداب، خصوصا لدى الأثرياء. يوجد نوعان من السراديب، السرداب العلوي وهو تحت البيت وله شبابيك عند السقف تطل على الصحن والسرداب السفلي أو القبو وهو تحت الأرض تماما. للسرداب غرض ذكي هو التبريد في فصل الصيف حيث تنخفض درجة الحرارة فيه انخفاضا كبيرا عن درجة الحرارة في الخارج مما يجعل الجو فيه بارداً. غالبا ما يوصل السرداب العلوي بملاقف الهواء مما يجعل السرداب مكاناً مثالياً للجلوس والنوم في نهار الصيف، أما في الشتاء فيستخدم للخزن. وكانت السراديب معروفة لدى العرب السبئيين والقتبانيين أما استخدام السراديب على نطاق واسع فذلك يرجع للعصر العباسي، أما القبو فيستخدم للخزن. قد يحتوي البيت الواحد على سرداب وشبه سرداب أو أكثر وتتم إضائة السرداب بواسطة كوات في أرضية الفناء.
ليس السرداب من العناصر التي تتكرر في كافة الدول العربية عموما، بل إن تصميمه واستخدامه يعتمد على طبيعة المناخ والتضاريس والعادات في المنطقة. الكلمة مستعملة في دول عربية عديدة وإن كان دول حوض البحر الأبيض المتوسط يستعيضون عنها بكلمة “قبو”.
كلمة «سرداب» و جمعها «سراديب»، هو مُعرّب «سرد» أي بارد، و«آب» أي ماء. جمعها «سراديب»، إذن أصل الكلمة فارسي، ومعناها «الماء البارد».